# مردی از جنس بلور
مردی از جنس بلور یک فیلم ایرانی به کارگردانی و نویسندگی سعید سهیلی محصول سال ۱۳۷۷ است. در این فیلم ابوالفضل پورعرب، مهتاب کرامتی، اصغر نقی‌زاده، عطاءالله سلمانیان و حسین انصاری ایفای نقش کرده‌اند.

## خلاصه داستان
کامران افشاری در جریان مسافرت با دوستان خود بیتا و حشمت، توسط فردی بنام رضا خدامردی که از فرماندهان جنگ بود کشته می‌شود. با قتل کامران، خواهر او نیلوفر به ایران بازگشته و با حضور در دادگاه نامزد سابق خود را در لباس قاتل می‌بیند. نیلوفر در پی اظهارات رضا در دادگاه مبنی بر بی گناهی متوجه مسئله ای مرموز در جریان قتل برادرش می‌شود…

## بازیگران
- ابوالفضل پورعرب در نقش رضا خدامردی
- مهتاب کرامتی در نقش نیلوفر
- اصغر نقی‌زاده در نقش دوست رضا
- عطاءالله سلمانیان در نقش دوست رضا
- حسین انصاری در نقش قاضی
- آناهیتا آزادپرور در نقش فریبا
- مهتاج نجومی در نقش مادر کامران
- آرش تاج تهرانی در نقش دایی نیلوفر
- علیرضا اوسیوند در نقش همبند رضا
- فخری خوروش در نقش مادر رضا
- فرهاد مهادیان در نقش حشمت
- رضا عبدی در نقش دوست رضا
- افسانه ناصری در نقش مادر مریم
- سحر زکریا در نقش مریم تابان
- فرید صالحی در نقش کامران

سایر بازیگران:
- عطاءاله مرادی
- حمیدرضا سهیلی
- تاجیه غبیشاوی
- محمد رجایی‌فرد
- رضا حافظی
- محمد حسن خانی
- محسن جهانبانی
- کوروش نصری
- فرشید فتحی
- فرهنگ جهانی